# Namibe (tỉnh)
Namibe là một tỉnh của Angola, tên trước đây là Moçamedes dưới thời đô hộ Bồ Đào Nha, giáp biên giới với vùng Kunene của Namibia. Diện tích tỉnh này là 57.091 km² với dân số khoảng 313.667 người (năm 2006). Thành phố cảng Namibe là tỉnh lỵ tỉnh này với dân số 132.900 năm 2004. Vườn quốc gia Iona tọa lạc ở tỉnh này.
Bản mẫu:Các đô thị của Namibe